# Luis de Agustini
Luis Alejandro Rubén de Agustini Varela (ar. لويس أليخاندر روبين دي أغوستيني فاريلا, ur. 5 kwietnia 1976 w Sauce) – piłkarz libijski pochodzenia urugwajskiego grający na pozycji bramkarza.

## Kariera klubowa
Karierę piłkarską de Agustini rozpoczął w stolicy Urugwaju, Montevideo, w tamtejszym klubie CA Peñarol. W jego barwach zadebiutował w urugwajskiej Primera División. W zespole Peñarolu występował w latach 1995–2001 i w tym okresie trzykrotnie wywalczył mistrzostwo kraju w latach 1996, 1997 i 1999. W 2002 roku odszedł do Liverpoolu Montevideo, z którym w tamtym roku wygrał rozgrywki Segunda División i awansował z nim do Primera División.
W latach 2002–2004 de Agustini był wypożyczony do libijskiego Al-Ittihad Trypolis. Z kolei w 2006 roku został sprzedany do tego klubu. Podczas obu epizodów w Al-Ittihad trzykrotnie zostawał mistrzem Libii w latach 2003, 2006 i 2007, dwukrotnie zdobywał Puchar Libii w latach 2004 i 2007 oraz czterokrotnie Superpuchar Libii w latach 2003, 2004, 2006 i 2007.
Na początku 2008 roku de Agustini wrócił do Liverpoolu Montevideo i był przez dwa sezony.
Na początku 2010 roku de Agustini został zatrudniony przez Deportes Concepción w drugiej ligi chilijskiej piłki nożnej.

## Kariera reprezentacyjna
W reprezentacji Libii de Agustini zadebiutował w 2005 roku. W 2006 roku w Pucharze Narodów Afryki 2006 rozegrał 2 spotkania: z Egiptem (0:3 i czerwona kartka) i z Marokiem (0:0). W latach 2005–2006 rozegrał w kadrze narodowej 8 meczów.